# Joseph Philippe (homme politique, 1907-1966)
Pour les articles homonymes, voir Joseph Philippe.
Joseph Philippe, né le 27 décembre 1907 à Ville-la-Grand et mort le 28 janvier 1966 à Saint-Julien-en-Genevois (Savoie), est un homme politique français.

## Biographie
Exploitant agricole en Haute-Savoie, Joseph Philippe est conseiller municipal puis maire de Ville-la-Grand de 1947 à 1966. En avril 1958, il est élu conseiller général du canton d'Annemasse puis député de la 3e circonscription de la Haute-Savoie en novembre de la même année.
À l'Assemblée nationale, il s'intéresse aux sujets liés à son activité professionnelle mais aussi à la famille. Largement réélu en 1962, sa carrière parlementaire s'interrompt brusquement le 28 janvier 1966 à la suite d'un accident de la route.
Démocrate-chrétien, il est membre du groupe des Républicains populaires et centre démocratique (MRP) puis du Centre démocratique au sein de la chambre basse.

## Détail des fonctions et des mandats
- octobre 1947 - janvier 1966 : Maire de Ville-la-Grand
- avril 1958 - janvier 1966 : Conseiller général du canton d'Annemasse
- 30 novembre 1958 - 28 janvier 1966 : Député de la 3e circonscription de la Haute-Savoie